# El túnel (película de 2001)
Der Tunnel es una película alemana hecha para televisión que salió al aire en 2001, basada en hechos reales en Berlín que sigue los hechos desde el cierre de la frontera de la Alemania del Este en 1961 y la posterior construcción del Muro de Berlín. Fue dirigida por Roland Suso Richter.

## Sinopsis
El protagonista es Harry Melchoir (interpretado por Heino Ferch), personaje basado en Hasso Herschel.
A pesar de haber sido encarcelado varios años por haber estado involucrado en la Sublevación de 1953 en Alemania del Este, Melchior compite y resulta ganador del Campeonato Nacional de Natación de 1961. Con un pasaporte falso y disfrazado logra atravesar la frontera hacia Berlín Occidental. Su mejor amigo, Matthis (interpretado por Sebastian Koch) logra escapar usando las alcantarillas pero su esposa embarazada es atrapada por los soldados y puesta en prisión.
La hermana de Harry, su marido y su hija también permanecen en la Alemania del Este.
Harry y Matthis deciden llevar a sus familiares a la República Federal Alemana, pero al estar las rutas fuertemente vigiladas deciden construir un túnel aprovechando que Matthis es un ingeniero.
A los personajes se les unen en diferentes momentos algunas personas que también desean llevar a sus familias al lado Occidental, como así también un grupo de la NBC que les propone financiar la excavación a cambio de tomas exclusivas de la construcción y eventual escape.

## Premios
- Ganador en 2001 del Bavarian TV Award (Heino Ferch y Roland Suso Richter).
- Ganador en 2001 del Premio de la Televisión Alemana (mejor película o miniserie para televisión).
- Heino Ferch ganó el Golden Camera en 2002.